# البنك اللبناني الفرنسي
تأسس البنك اللبناني الفرنسي (Banque Libano-Française) سنة 1967 كشركة مساهمة (شركة مساهمة لبنانية، ش.م.ل.)، ومركزه الرئيسي في بيروت، مبنى "ليبرتي بلازا"، شارع الحمرا، بيروت لبنان. هو من المصارف الرائدة في لبنان ومساهم أساسي في الاقتصاد الللبناني.
ولطالما عُرف تاريخياً بأنه مصرف تجاري، إلا أنه وسّع نشاطاته بحيث أصبح يقدم اليوم خدمات مصرفية في مجالات رئيسية خمسة: الصيرفة التجارية، وصيرفة التجزئة، والاستثمار، والخدمات المصرفية الخاصة والعلاقات الخارجية.
يعمل المصرف، حتى نهاية كانون الثاني 2023، من خلال شبكة فروع تضمّ 43 فرعاً وفرعين إلكترونيين و186 جهاز صرّاف آلي. أما في الخارج، فمجموعة البنك اللبناني الفرنسي موجودة في فرنسا وقبرص (Banque SBA)، وسويسرا (LF Finance Suisse)، وفي الإمارات العربية المتحدة (مكتب تمثيلي في أبو ظبي)، ونيجيريا (مكتب تمثيلي في لاغوس. ويصل عدد موظفيه إلى 937 شخصًا، منهم 872 في لبنان.
كما أنّ المصرف متوفّر عبر عدد من القنوات الرقمية، لا سيما تطبيقَي My BLF على الهواتف الخليوية.

## نبذة عن تاريخ المصرف
- 1967 بمبادرة من فريد روفايل، أُنشئ البنك اللبناني الفرنسي مع محافظة CFCB على 70% من أسهمه فيه.
- 1970 ساهم مصرف Indosuez بنسبة 5% من رأسمال البنك اللبناني الفرنسي.
- 1973 رفع مصرف Indosuez مساهمته إلى 20% عن طريق الاستحواذ الجزئي على CFCB الذي أصبح Pathena Investment.
- 1992 رفع مصرف Indosuez مساهمته في البنك اللبناني الفرنسي إلى نسبة 51%.
- 1999 استحوذ البنك اللبناني الفرنسي على نسبة 100% من رأسمال Crédit Agricole Indosuez Liban (CAIL)، وهي شركة ماليّة متخصّصة في عمليات الوساطة الماليّة وإدارة الاستثمار.
- 2004 قرّرت مجموعة Crédit Agricole تقليص وجودها في لبنان تمهيدًا لتطبيق القواعد الاحترازيّة الجديدة في اتفاقية بازل 2. وقد خفّض مصرف Calyon S.A. (Crédit Agricole Indosuez سابقًا) مشاركته في البنك اللبناني الفرنسي إلى 9% في تمّوز، ولكنّه أكّد على الحفاظ على علاقته المميّزة مع المصرف. وقد أطلق البنك اللبناني الفرنسي خدمتين مصرفيتين عن بعد: الخدمات المصرفيّة الهاتفية، والخدمات المصرفيّة الإلكترونية.
- 2006 أنهى البنك اللبناني الفرنسي في كانون الثاني الاستحواذ على 78,3% من أسهم Banque SBA الذي أنشئ في فرنسا (باريس) مع شركة تابعة له في جنيف هي LF Finance (Suisse) SA وفرع له في قبرص (ليماسول).
- 2009 حصل البنك اللبناني الفرنسي من المصرف المركزيّ في الإمارات العربية المتحدة على رخصة رسميّة لتأسيس مكتب تمثيلي له في أبو ظبي.
- 2012 فتح المصرف مكتبًا تمثيليًا في لاغوس في نيجيريا، وفرعًا آخر في بغداد في العراق، معزّزًا بذلك عمليّاته المصرفيّة في منطقة الشّرق الأوسط وشمال إفريقيا.
- 2014 في 1 أيلول، خسر البنك اللبناني الفرنسي والقطاع المصرفيّ فريد روفايل، مؤسّس البنك اللبناني الفرنسي ورئيس مجلس إدارته ومديره العام من العام 1979 إلى العام 2014. وكان السيّد روفايل قد عُيّن وزيرًا للماليّة، وللعدل، والبريد والاتصالات في الجمهوريّة اللبنانيّة من العام 1976 إلى العام 1979، ورئيسًا لجمعيّة المصارف في لبنان من العام 1997 إلى العام 2001.
- 2015 عقد المصرف شراكة مع شركة التأمين أليانز سنا (Allianz SNA) لإطلاق 5 برامج تأمين جديدة لمساعدة العملاء على حماية أنفسهم من مختلف المخاطر (برنامج تعويض المدخول، وبرنامج تأمين المنزل، وبرنامج تأمين السّفر،...).
- 2016 في كانون الثاني، أطلق المصرف مسابقة للهندسة المعمارية الدولية لبناء مقره الرئيسي الجديد. في تموز، أعلن المصرف فوز المكتب النروجي الأميركي "Snøhetta" الذي اختارته اللجنة الدولية في المسابقة.
- 2017 كذلك افتتح المصرف فرعين في منطقتَي الكسليك وكوسبا ليبلغ عدد فروع شبكته المحليّة 58.
- 2018 افتتح المصرف فرعَين له في منطقتي كفرحباب وصور-الحوش، ليصل بشبكة فروعه إلى 60 فرعًا.
- 2019 	استمرّ المصرف في تطبيق استراتيجيّته الرقمية من خلال فتح فرعٍ رقميّ جديد له في منطقة بدارو وإطلاق تطبيق "My LTBY" المخصّص لفئة الشباب وتطوير ميزات تطبيق "My BLF" في الربع الأخير من العام 2019، كان على البنك أن التأقلم مع الأزمة الاجتماعية والاقتصادية التي عصفت بلبنان.
- لقد جمد البنك اللبناني الفرنسي  في عام 2020 كل الحسابات والأرصدة المودعة بالدولار الأمريكي وامتنع من منح اي مبلغ يتجاوز ثلاثمائة دولار، وقام بإكراه المودعين بقبول الليرة اللبنانية بدل الدولار أو الإمتناع كليا عن تسليم أي مبلغ للمودعينحتى اليوم

## رأس المال
يبلغ رأس مال البنك اللبناني الفرنسي 265 مليار ليرة لبنانية.